# Monna Delza
 (juillet 2024).
Si vous disposez d'ouvrages ou d'articles de référence ou si vous connaissez des sites web de qualité traitant du thème abordé ici, merci de compléter l'article en donnant les références utiles à sa vérifiabilité et en les liant à la section « Notes et références ».
Monna Delza (née Marguerite Delesalle, puis devenue comtesse de Patrimonio par alliance) est une comédienne française née à Paris 14e le 26 septembre 1882 et morte à Paris 16e le 5 mai 1921.

## Biographie
Monna Delza est la fille de Victor Delesalle, ouvrier mécanicien, et la plus jeune sœur de Paul Delesalle.
Découverte par l'auteur dramatique Gaston Arman de Caillavet, elle débute sur les planches au début du siècle et connut rapidement un grand succès. 
Monna Delza triomphe en 1910 au théâtre du Gymnase dans La Vierge folle d'Henry Bataille.
Elle est choisie pour le rôle féminin principal de la pièce La Cage ouverte d'Édouard Bourdet.
Égérie des grands couturiers de la veille de la Grande Guerre comme Paul Poiret et Bechoff-David, on célèbre partout son charme et son élégance raffinée. Elle sert aussi de modèle à Leonetto Cappiello et à Albert Depré. 
Elle épouse le comte Christian Théodore Stéphane Godefroy Baudouin Patrimonio le 26 octobre 1914 à Évreux (Eure). Aviateur, c'est un as de la première guerre mondiale. Il était le fils de Salvator Patrimonio, consul de France à Jérusalem et propriétaire du Tombeau des rois de Jérusalem et diplomate à l'origine du traité du 17 décembre 1885 de rattachement de Madagascar à la France.
Tué le 2 septembre 1918 devant Praast (Aisne), Christian Patrimonio repose au cimetière de Vic-sur-Aisne (Aisne).
Veuve de guerre en 1918, elle meurt dans son hôtel particulier du 16e arrondissement de Paris, victime d'une grippe infectieuse le 5 mai 1921, avant même d'atteindre l'âge de 39 ans.
Monna Delza repose à Paris, au cimetière du Montparnasse, dans la 26e division (petit cimetière).

## Théâtre
- 1907 : Patachon de Maurice Hennequin et Félix Duquesnel, théâtre du Vaudeville : Ginette
- 1907 : Timon d'Athènes d'Émile Fabre, théâtre Antoine : La première jeune fille
- 1908 : Mariage d'étoile d'Alexandre Bisson et Georges Thurner, théâtre du Vaudeville : Jeanne
- 1908 : Patachon de Maurice Hennequin et Félix Duquesnel, théâtre du Vaudeville : Pascaline
- 1908 : La Patronne de Maurice Donnay, théâtre du Vaudeville : Nodya Meynard
- 1908 : Le Lys de Pierre Wolff et Gaston Leroux, théâtre du Vaudeville : Suzanne
- 1909 : Pierre et Thérèse de Marcel Prévost, théâtre du Vaudeville : Suze
- 1909 : L'Âne de Buridan de Robert de Flers et Gaston Arman de Caillavet, théâtre du Gymnase : Myrianne
- 1909 : La Maison de danses de Fernand Nozière et Charles Muller d'après Paul Reboux, théâtre du Vaudeville : La vagabonde
- 1910 : La Vierge folle de Henry Bataille, Théâtre du Gymnase : Diane de Charance (la vierge : actrice principale)
- 1910 : Miquette et sa mère de Robert de Flers et Gaston Arman de Caillavet, Théâtre du Gymnase : Miquette
- 1911 : Sa fille de Félix Duquesnel et André Barde, théâtre du Vaudeville : Raymonde de Sainte-Croix
- 1911 : Aimé des femmes de Maurice Hennequin et Georges Mitchell, théâtre du Palais-Royal : Marie-Ange
- 1912 : L'Enjôleuse de Xavier Roux et Maurice Sergine, théâtre Fémina : Lucienne Rouvray
- 1912 : La Cage ouverte d'Édouard Bourdet, théâtre Michel : Marthe Pierron (actrice principale)
- 1913 : L'Exilée de Henry Kistemaeckers, théâtre des Champs-Élysées : Jacqueline
- 1913 : Mon bébé de Maurice Hennequin, théâtre des Bouffes-Parisiens : Ketty (actrice principale)
- 1914 : Madame d'Abel Hermant et Alfred Savoir, théâtre de la Porte-Saint-Martin
- 1916 : Ma tante d'Honfleur de Paul Gavault, théâtre de l'Ambigu-Comique
- 1917 : La Messe de cinq heures de Maurice Rostand, théâtre Réjane
- 1917 : La Jeune fille au bain de Louis Verneuil, Théâtre Édouard VII : Elle (actrice principale)
- 1917 : La 13e chaise de Bayard Weiler, Théâtre Réjane
- 1918 : Le Couché de la mariée de Félix Gandéra, Théâtre de l'Athénée
- 1919 : Le Vieux Marcheur d'Henri Lavedan, théâtre de l'Ambigu-Comique
- 1920 : La Vierge folle de Henry Bataille, théâtre de Paris : Diane de Charance (la vierge : actrice principale)
- 1920 : L'Homme à la rose de Henry Bataille, mise en scène André Brulé, théâtre de Paris

## Sources
- Edmond Stoullig, Les Annales du Théâtre et de la Musique, Paris, Société des éditions littéraires, 1907-1913
- Jean Maitron, Paul Delesalle, un anarchiste de la Belle époque, Paris, Fayard, 1985
- Louis Verneuil, Rideau à neuf heures (souvenirs de théâtre), Paris, Éditions de la Maison française, 1944
- Michelle Maurois, Les Cendres brûlantes, Paris, Flammarion, 1986
- L'Intermédiaire des chercheurs et curieux, s.n., 1967.
- Monna Delza (1882-1921) : actrice et icône, Archives municipales de Croissy-sur-Seine.